# Гірські ліси Кордильєри-Орієнталь
Гірські ліси Кордильєри-Орієнталь (ідентифікатор WWF: NT0118) — неотропічний екорегіон тропічних та субтропічних вологих широколистяних лісів, розташований в Андах на території Колумбії і Венесуели.

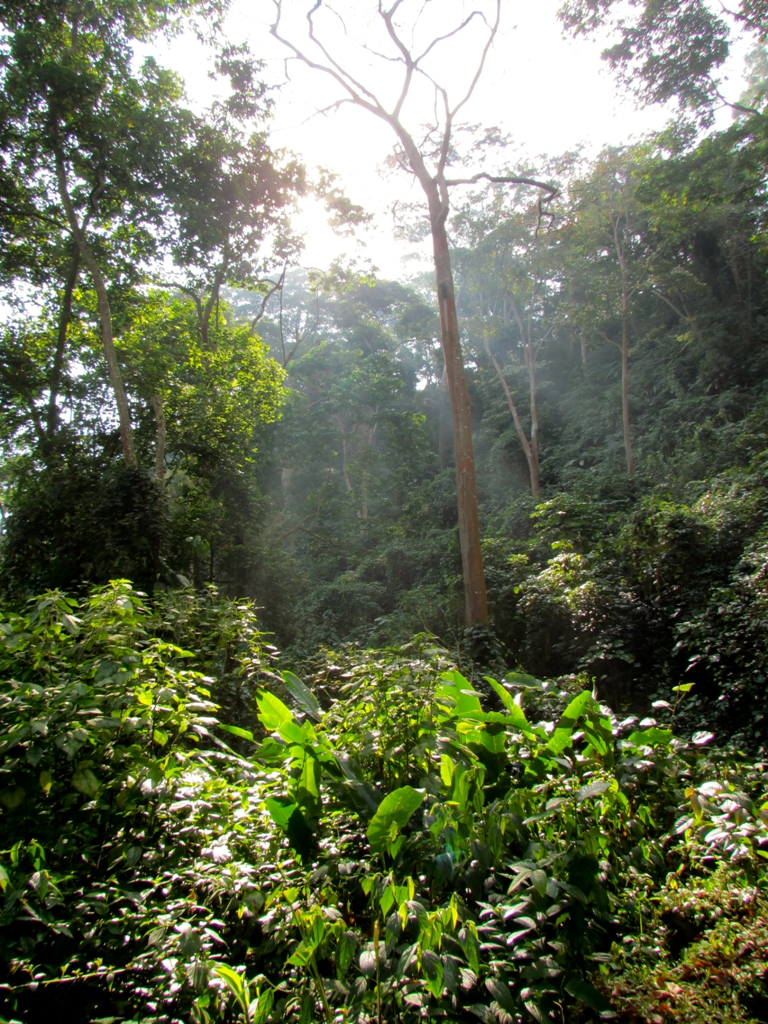
Ліс в горах Серранія-де-Періха

## Географія
Екорегіон гірських лісів Кордильєри-Орієнталь простягається на 1200 км з півночі на південь уздовж східних схилів Колумбійських Анд. На півночі він охоплює масив Серранія-де-Періха, який простягається уздовж колумбійсько-венесуельського кордону, на захід від озера Маракайбо та на схід від масиву Сьєрра-Невада-де-Санта-Марта. Далі на південь лежить Кордильєра-Орієнталь або Східний хребет — найбільший з трьох хребтів Колумбійських Анд, який у північний частині простягається з північного заходу на південний схід, а у південній частині — з північного сходу на південний захід. Від Центрального хребта або Кордильєри-Сентраль він відділений широкою долиною Магдалени, по якій протікає Магдалена, головна річка Колумбії.
Гори Серранія-де-Періха складаються з кількох гірських хребтів, таких як Серранія-де-лос-Мотільйонес та Монтес-де-Ока, а їх найвищою вершиною є гора Серро-де-Лас-Тетас заввишки 3660 м. Центральна частина Кордильєри-Орієнталь є найширшою та найвищою частиною екорегіону. Тут знаходяться високі плато та засніжені масиви, такі як масив Сьєрра-Невада-дель-Кокуй, найвищою вершиною якого є гора Рітакуба-Бланко заввишки 5410 м. Південна частина Кордильєри-Орієнталь, розташована на південний захід від ізольованого хребта Серранія-де-ла-Макарена, вужча та нижча, її висота не перевищує 3000 м над рівнем моря. Сам гірський масив Макарена має інше геологічне походження, ніж решта Анд: він пов'язаний зі столовими горами Серранія-де-Чірібікете та тепуями Гвіанського нагір'я.
На північному кінці Серранії-де-Періха гірські ліси екорегіону переходять у склерофітні чагарники Гуахіри та Барранкільї. У передгір'ях Кордильєри-Орієнталь на північному заході екорегіон переходить у сухі ліси долини Сіну, на північному сході — у вологі ліси Кататумбо та у сухі ліси Маракайбо, на сході — у сухі ліси Апуре і Вільявісенсіо та у савани Льяносу, а на південному сході — у вологі ліси Какети та у вологі ліси Напо, які є частиною Амазонії. В долині Магдалени на захід від екорегіону поширені гірські ліси долини Магдалени, а в горах Кордильєра-де-Мерида, які є східним відгалуженням Кордильєри-Орієнталь, — гірські ліси Венесуельських Анд. Найвищі гірські вершини Серранії-де-Періха та Кордильєри-Орієнталь є частиною екорегіону північноандійського парамо.

## Клімат
На низьких висотах екорегіону переважає мусонний клімат (Am за класифікацією кліматів Кеппена) або екваторіальний клімат (Af за класифікацією Кеппена), а на великих висотах — високогірний субтропічний клімат (Cfb або Cwb за класифікацією Кеппена). Середня температура в горах зменшується з висотою, від 24-27 °C у передгір'ях до 10-14 °C у високогір'ях. Середньорічна кількість опадів в горах Кордильєри-Орієнталь становить 900-1500 мм, а в горах Серранія-де-ла-Макарена вона перевищує 2000 мм. На східних схилах гір опадів випадає більше, ніж на західних схилах, особливо в північній та центральній частинах екорегіону.

## Флора
В межах екорегіону зустрічаються різні лісові угруповання, розподіл яких залежить від висоти над рівнем моря. На висоті до 1500 м над рівнем моря поширені густі передгірські та гірські вологі тропічні ліси. Вище вони поступаються місцем помірним дубовим лісам, а ще вище — високогірним карликовим лісам та бамбуковим заростям, у яких переважають чускеї (Chusquea spp.). На найвищих вершинах Серранії-де-Періха та Кордильєри-Орієнталь зустрічаються вересові чагарники та високогірні луки, відомі як парамо. На півночі екорегіону та у міжгірських долинах, де опадів випадає мало, зустрічаються сухі передгірські ліси. Загалом флора екорегіону характеризується високим різноманіттям, особливо серед представників родин Пальмові (Arecaceae) та Мелієві (Meliaceae), поширених на північно-східних та південно-східних схилах. Загалом в екорегіоні зустрічається 63 види пальм, з яких 5 видів є ендеміками.
Флора Серранії-де-ла-Макарена та Серранії-де-Періха відрізняється від флори решти екорегіону. У горах Серранія-де-ла-Макарена, які підіймаються на висоту до 2615 м над рівнем моря, спостерігається поєднання андійської, амазонійської та оринокської (льяноської) флори. Загалом тут було виявлено близько 2500 видів рослин. Флора Серранії-де-Періха, розташованої на півночі екорегіону, багато в чому більш подібна до флори ізольованого гірського масиву Сьєрра-Невада-де-Санта-Марта, ніж на флору східних схилів Кордильєри-Орієнталь. Натомість, хоча фауна східних та західних схилів Кордильєри-Орієнталь помітно відрізняється, флора цих схилів загалом подібна.

## Фауна
Серед великих ссавців, поширених в гірських лісах регіону, слід відзначити гірського тапіра (Tapirus pinchaque), ошийникового пекарі (Dicotyles tajacu), білочереву коату (Ateles belzebuth), північного двопалого лінивця (Choloepus hoffmanni), пуму (Puma concolor), ягуара (Panthera onca) та очкового ведмедя (Tremarctos ornatus), а серед менших ссавців — сірочереву нічну мавпу (Aotus lemurinus), оцелота (Leopardus pardalis), онцилу (Leopardus tigrinus), тайру (Eira barbara), кінкажу (Potos flavus), західного коаті (Nasuella olivacea), гірську паку (Cuniculus taczanowskii), рудохвосту вивірку (Sciurus granatensis), двоколірного коенду (Coendou bicolor), короткохвостого коенду (Coendou rufescens), малого лісового рисового хом'яка (Microryzomys minutus), колумбійську лісову мишу (Chilomys instans), білогорлого підхмарника (Nephelomys albigularis), північного стрункого опосума (Gracilinanus marica), андійського біловухого опосума (Didelphis pernigra), сепієвого короткохвостого опосума (Monodelphis adusta), еквадорського ценолеста (Caenolestes fuliginosus) та волохатоногу нічницю (Myotis keaysi). Ендеміками екорегіону є періханські мідиці (Cryptotis perijensis) та дрібновухі мідиці Томаса (Cryptotis thomasi), а майже ендемічними його представниками — меридські мазами (Mazama bricenii), андійські вивірки (Sciurus pucheranii), м'якошерстні андійські миші (Thomasomys laniger), деревні андійські миші (Thomasomys hylophilus), вохристочереві лазаючі миші (Rhipidomys fulviventer), чибчанські водяні миші (Chibchanomys trichotis), сіруваті карликові рисові хом'яки (Oligoryzomys griseolus) та безхвості листоноси Мануеля (Anoura luismanueli).
Орнітофауна екорегіону характеризується великим різноманіттям. Вона включає понад 875 видів птахів, зокрема світлоголову пенелопу (Penelope argyrotis), андійську качку (Merganetta armata), каліфорнійського голуба (Patagioenas fasciata), колумбійського голубка (Zentrygon linearis), зеленого ерміта (Phaethornis guy), гірського колібрі (Lafresnaya lafresnayi), іскристого колібрі (Colibri cyanotus), зеленогорлого колібрі-барвограя (Metallura tyrianthina), рудохвостого колібрі-шаблекрила (Campylopterus falcatus), віхтьохвостого колібрі-пухонога (Ocreatus underwoodii), бронзового колібрі-інку (Coeligena coeligena), біловолого колібрі-інку (Coeligena torquata), королівського колібрі-сильфа (Aglaiocercus kingii), андійського кондора (Vultur gryphus), орла Ісідори (Spizaetus isidori), білогорлу сплюшку (Megascops albogularis), андійського сичика-горобця (Glaucidium jardinii), руду сову-лісовика (Strix albitarsis), андійського квезаля (Pharomachrus auriceps), оливковокрилого дятла-смуганя (Colaptes rubiginosus), колумбійського аратингу (Psittacara wagleri), чорного покривника (Percnostola immaculata), лісового батарито (Dysithamnus mentalis), чорно-зеленого плодоїда (Pipreola riefferii), андійського гребнечуба (Rupicola peruvianus), гірського дереволаза (Lepidocolaptes lacrymiger), середнього дереволаза-міцнодзьоба (Xiphocolaptes promeropirhynchus), андійського пію (Synallaxis azarae), гірського тікотіко (Anabacerthia striaticollis), чубату курутію (Cranioleuca subcristata), смугастоволого тирана (Myiodynastes chrysocephalus), коричневого біро (Pyrrhomyias cinnamomeus), гірську еленію (Elaenia frantzii), андійського копетона (Myiarchus cephalotes), андійського тирана-інку (Leptopogon superciliaris), мухоїда-білозора (Myiotriccus ornatus), андійського віреона (Vireo leucophrys), світлогорлого гагера (Cyanolyca armillata), зелену паю (Cyanocorax yncas), сіроволого тріщука (Henicorhina leucophrys), андійського дрозда (Turdus serranus), золотолобу гутураму (Euphonia xanthogaster), мінливобарвного зеленника (Chlorospingus flavopectus), білобокого квіткокола (Diglossa albilatera), маскового квіткокола (Diglossa cyanea), оливкового зеленяра (Sphenopsis frontalis), вохристоволого блакитнаря (Dubusia taeniata), великого тамаруго (Conirostrum albifrons), синьоголову саяку (Sporathraupis cyanocephala), жовтоголову танагру (Tangara xanthocephala), золоту танагру (Tangara arthus) та гірську танагру-короткодзьоба (Buthraupis montana).
Особливо високий рівень ендемізму серед птахів спостерігається в горах Серранія-де-Періха. Ендеміками цього гірського масиву є периханські колібрі-інки (Coeligena consita), периханські мурашниці (Grallaria saltuensis), периханські тапакуло (Scytalopus perijanus), венесуельські тирани-малюки (Zimmerius improbus), периханські заросляки (Atlapetes nigrifrons) та периханські тихоголоси (Arremon perijanus). Також ендеміками екорегіону є кундинамарські мурашниці (Grallaria kaestneri) та колумбійські тілугі (Drymophila caudata). Майже ендемічними представниками регіону є чорнолобі токро (Odontophorus atrifrons), колумбійські колібрі-німфи (Heliangelus clarisse), золотогорлі колібрі-німфи (Heliangelus mavors), золотохвості колібрі-смарагди (Chlorostilbon russatus), короткохвості колібрі-смарагди (Chlorostilbon poortmani), рожевочереві колібрі-інки (Coeligena helianthea), золоточереві колібрі-інки (Coeligena bonapartei), золотогруді еріони (Eriocnemis cupreoventris), буроволі котори (Pyrrhura calliptera), андійські пастушки (Rallus semiplumbeus), великі мурашниці (Grallaria excelsa), смугасточереві сорокуші (Thamnophilus multistriatus), бояцькі пію (Synallaxis subpudica), великі овади (Cistothorus apolinari), колумбійські еполетики (Macroagelaius subalaris), вусаті заросляки (Atlapetes albofrenatus) та синьокрилі танагри (Stilpnia cyanoptera).
Герпетофауна екорегіону включає багато різноманітних амфібій. На північно-східних схилах Кордильєри-Орієнталь виявлено 41 вид жаб, а на південно-східних схилах — 43 види, однак лише 15 видів жаб зустрічаються на обох схилах. Серед рідкісних амфібій, поширених у гірських лісах екорегіону, слід відзначити ендемічних маленьких коротконогих жаб (Atelopus minutulus) та розмальованих коротконогих жаб (Atelopus petriruizi). Також в лісах екорегіону зустрічається низка рідкісних видів плазунів, таких як аноліси Руїца (Anolis ruizii) та дрібноокі жабоголові гадюки (Bothrocophias microphthalmus).
80 % видів метеликів з підродин Ithomiini та Heliconiinae, поширених в горах Серранія-дель-Періха, зустрічаються в Сьєрра-Неваді, однак лише 40 % — на східних схилах Кордильєри-Орієнталь. На північно-східних схилах Східного хребта зустрічається 53 види метеликів з підродини Satyrinae, а на південно-східних схилах — 28 видів, однак лише 9 видів зустрічаються на обох схилах.

## Збереження
У колумбійській частині екорегіону близько 60 % лісів зазнали людського втручання. Частина лісів була вирубана, а частина значно деградувала. Тим не менш, в регіоні все ще залишаються відносно великі ділянки незайманих лісів. Основними загрозами для їх збереження є лісозаготівля, розвиток сільського господарства, зокрема надмірний випас худоби, а також розвиток інфраструктури та видобуток корисних копалин.
Оцінка 2017 року показала, що 17 439 км², або 26 % екорегіону, є заповідними територіями. Природоохоронні території включають: Національний природний парк Кататумбо-Барі, Національний природний парк Ель-Кокуй, Національний природний парк Тама, Національний природний парк Чінгаса та Національний природний парк Серранія-де-ла-Макарена в Колумбії, а також Національний парк Сьєрра-де-Періха у Венесуелі.